# Viva el pelo (Julio Romero de Torres)
Viva el pelo es un cuadro realizado en 1928 por el pintor español Julio Romero de Torres. Sus dimensiones son de 26 × 20 cm.

## Descripción
En este cuadro, el peinado, en este caso un moño sujeto por un peinecillo rojo, adquiere la mayor importancia que en el arte de la pintura se le haya dado nunca al pelo. Josefa Suárez Paria fue la joven que sirvió de modelo para la realización de la obra.
Se expone en el Museo Julio Romero de Torres, Córdoba.